# ケルンLRT
ケルンLRT（Stadtbahn Köln）は、ドイツ・ケルンで運行されているライトレール（ドイツではStadtbahn（シュタットバーン）と呼ばれる）である。

## 概要
19世紀後半より、ケルンには既に馬車鉄道（のちには路面電車）が運行されていた。しかし、第二次世界大戦中の爆撃でケルンや周辺都市が壊滅的な打撃を受け、第二次世界大戦後にケルン市内と周辺都市を結ぶ交通網を再び充実させる必要が生じた。そのため、1960年代より地下トンネルの建設が進み、シュタットバーンの路線が開通していった。また、ケルンとボンを結ぶ都市間電車であったケルン・ボン鉄道（KBE）を取り込み、ボンの路面電車・シュタットバーン網と一体化した路線を形成した。
都心部はトンネルを走行するが、放射状に周辺へと延びる路線の多くは地上を走行しており、ドイツの五都市を運行する地下鉄（ベルリン地下鉄、ハンブルク地下鉄、フランクフルト地下鉄、ミュンヘン地下鉄、ニュルンベルク地下鉄）とは定義上区別されている。
周辺の都市であるレーヴァークーゼン、ベルギッシュ・グラートバッハ近郊まで路線は広がっており、また近辺の公共交通機関と運輸連合を結び、ボンのシュタットバーンと直通運転を行うなど、近距離交通の要として重要な役割を果たしている。

## 路線
従来からの路面電車網は次第にシュタットバーン網に置き換えられ進化していった。30年の間、多くの電停ではシュタットバーン用車両と路面電車車両、両方に供されていた。ステップのないシュタットバーン用車両向けに高いプラットホームが造られている間、他の支線や街の中心部では路面電車用に低いプラットホームが必要であった。
1990年代の初め、低床技術が導入されると路線網に数百もの高床ホームを建設することなく車椅子の移動が保障されるようになった。低床電車が導入されると既存の高床ホームを壊すことなく床の高さが異なる二つの路線網に分割された。
平日は全ての路線で午前6時から午後8時まで10分間隔で運行され、初電の午前4時30分から午前6時までの時間帯と午後8時から終電の午前1時までは本数が減らされて運行されている。週末などは1時間間隔の終夜運転が実施されている。ケルン中心部では複数の系統が集まり、一部の駅では1時間に30本それぞれの方面へ利用できる。

### 低床路線

#### 東西線

KVB Linien 1 7 9（低床路線のみの路線図。）

低床車両路線網導入の最初のステップは、1994年に4つの共通する東西の幹線ルートに集中して導入された。 短期間内に、これらの路線の電停は道路より35cm程度高い低いプラットホームが整備されている。旧来からの路面電車網は路線網から次第に切り離されシュタットバーン規格に改良されていった。2007年現在、ピーク時間に運行されていた8系統は運行を中止し、すべては7系統と9系統の時刻に統合されている。
| 1 | Weiden West (S-Bahn) – Junkersdorf – Rheinenergiestadion –      | Aachener Straße/Gürtel – Rudolfplatz –                          | Neumarkt | – Deutz/Messe Rail – Kalk – Brück – Refrath – Bensberg                   |
| 7 | Frechen – Marsdorf –                                            | Aachener Straße/Gürtel – Rudolfplatz –                          | Neumarkt | – Poll – Porz – Zündorf                                                  |
| 9 | Sülz – Zülpicher Straße/Gürtel – University – Zülpicher Platz – | Sülz – Zülpicher Straße/Gürtel – University – Zülpicher Platz – | Neumarkt | – Deutz/Messe Rail – Kalk – Vingst – Ostheim – Rath/Heumar – Königsforst |

#### 環状線

KVB Linien 12 15（環状線）

当局は高床式のプラットホームを多数整備しようと計画したが、財政的に可能でないことが明らかになった。その後、他の可能性を調査し、第2の低床路線網を作成して、低床路線から外れる残りの路線に高いプラットホームを備えることが経済的に無駄がないと考えた。 
将来、高床路線が中央駅の地下を使用する時、低床路線は環状道路の下に集中させることを決定している。
その後の改良によって、現在環状線はすべて低床車両で運行されている。6系統はピーク時間帯のみ運行していたが、その後15系統に置き換えられている。

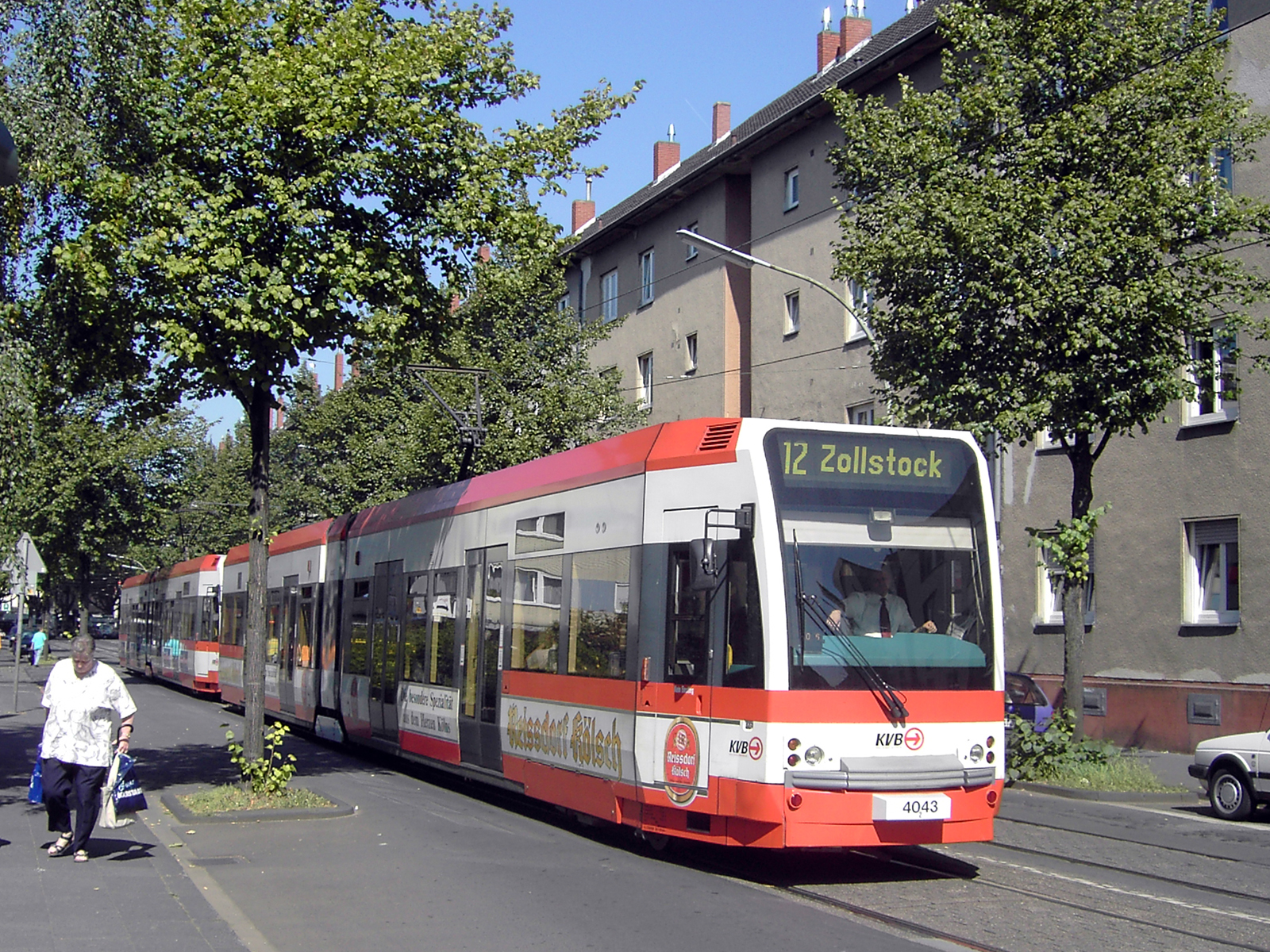
12系統 K4000

| 12 | Merkenich – Fordwerke – | Merkenich – Fordwerke – | Wilh.-Sollmann-Straße – Ebertplatz – Friesenplatz – Barbarossaplatz – Eifelstraße | – Zollstock                 |
| 15 | Chorweiler –            | Longerich –             | Wilh.-Sollmann-Straße – Ebertplatz – Friesenplatz – Barbarossaplatz – Eifelstraße | – Chlodwigplatz – Ubierring |

### 高床路線

KVB Linien 3 4 5 13 16 18（高床路線のみの路線図。）

Linien 3 4 5

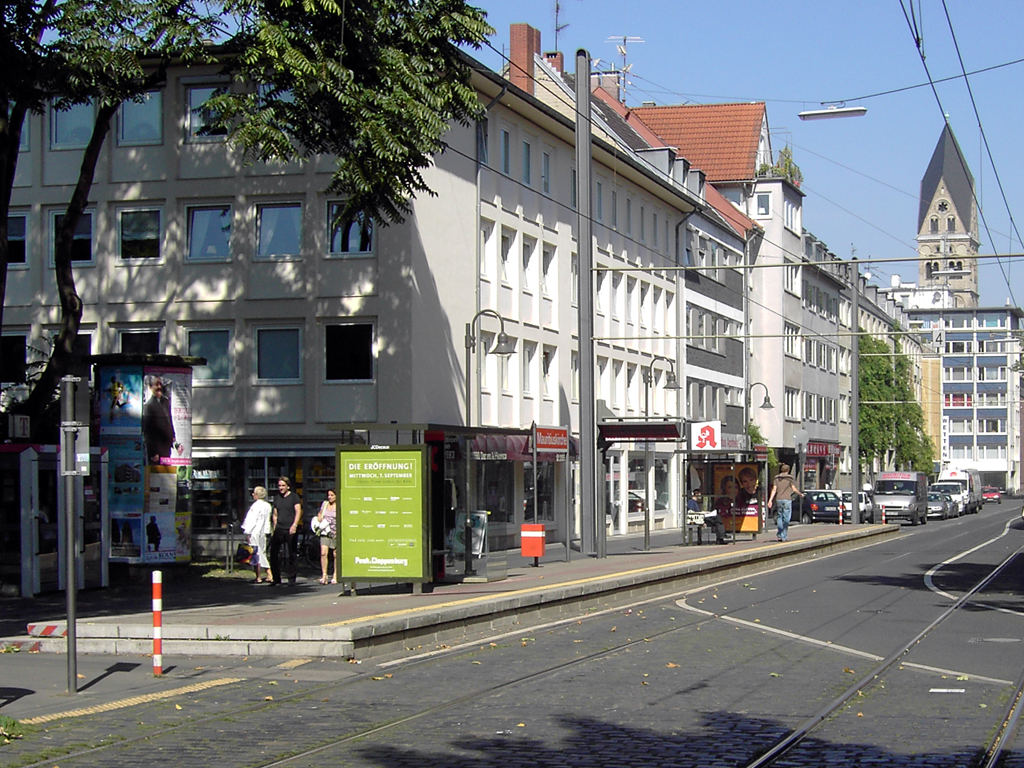
駅と周辺風景

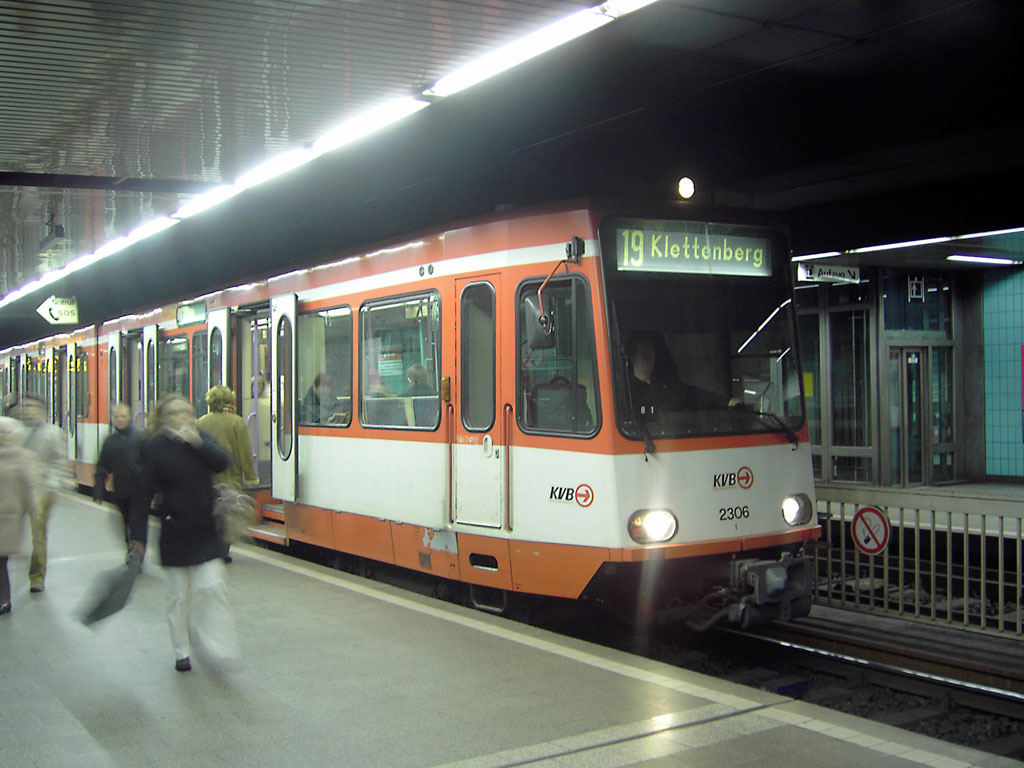
ケルン中央駅から近いアッペルホーフプラッツ駅（地下区間）2000形

高床路線網のすべての路線は従来からの道路より1m高い車両が用いられている。低床の路線網からは分離されており、高床ホームの整備も進められている。3系統と4系統では一つの駅が高床ホームが無く残っており、西支線の5系統では幾つかの駅のプラットホームが整備されておらず、旅客が道路から車両に上らなければならない。

KVB Linie 13

13系統は環状道路線Gürtelと呼ばれ、都心部を通らない唯一の路線である。路線は同じ名称が付いている道路に沿って走っている。13系統の北側部分は高架鉄道として建設された。

KVB Linien 16 18

Linien 16 18 gekuerzt

16系統と18系統はケルンのシュタットバーン網の中でもっとも距離が長い路線でボンのシュタットバーンと直結している。
| 3  | Mengenich – Bocklemünd – Venloer Straße/Gürtel – Hans-Böckler-Platz – Friesenplatz – Neumarkt – Severinstraße – Deutz/Messe Rail – Buchheim – Holweide – Dellbrück – Thielenbruch                                                                                              |
| 4  | Bocklemünd – Venloer Straße/Gürtel – Hans-Böckler-Platz – Friesenplatz – Neumarkt – Severinstraße – Deutz/Messe Rail – Mülheim – Höhenhaus – Dünnwald – Schlebusch |
| 5  | Ossendorf – Subbelrather Str./Gürtel – Hans-Böckler-Platz – Friesenplatz – Dom/Central Station – Ebertplatz – Reichensperger Platz |
| 13 | Sülzgürtel – Zülpicher Straße/Gürtel – Dürener Straße/Gürtel – Aachener Straße/Gürtel – Venloer Straße/Gürtel – Subbelrather Straße/Gürtel – Nußbaumer Straße – Escher Straße –Neusser Straße/Gürtel – Amsterdamer Straße/Gürtel – Slabystraße – Mülheim – Buchheim – Holweide |
| 16 | Bonn-Bad Godesberg – Bonn Main Station – Wesseling – Sürth – Rodenkirchen – Ubierring – Barbarossaplatz – Neumarkt – Dom/Central Station – Ebertplatz – Reichensperger Platz – Niehl                                                                                           |
| 18 | Bonn Main Station – Brühl – Klettenberg – Sülzgürtel – Barbarossaplatz – Neumarkt – Dom/Central Station – Ebertplatz – Reichensperger Platz – Slabystraße – Mülheim – Buchheim – Holweide – Dellbrück – Thielenbruch                                                           |

### 新北南トンネル

北南路線の建設

1960年代に建設されたトンネル区間は1時間あたり30本の電車が通過しており、許容能力を超えて使用されている。トンネルは都心部を避けるように西寄りの幹線道路の下を通っており、開削工法で建設された。
現在、拡張計画として新しい北南トンネルNord-Süd-Stadtbahn, NSSが建設中である。トンネルは3kmで、1968年に現在のトンネル開通して以来、初めての地下路線である。新路線が開業すると、路線系統の再編が行われる予定である。容量とアクセスの両方の問題を解決するために、新トンネルは歴史的な建物が密集する都心地区の直下に道路とは無関係に建設される。完成すると、16系統の所要時間が約10分短縮される予定である。新トンネルは高床路線専用、現在のトンネルは低床路線専用となるため、長年の悲願であった完全分離の最終段階となる。
トンネル建設に際しては考古学的遺物の破壊を防ぐために地下30m付近をシールドマシンで掘削された。しかしながら、将来の駅予定地での発掘がまだ必要なため予算オーバーとなる原因になっている。最初6億ユーロと見積もられていたが、現在では9億5千万ユーロで算定されている。2期目のライン川に沿った路線と接続するトンネルなどでもう1億ユーロかかることになっており、総工費は10億ユーロを超える。
2009年のトンネル陥没事故の影響で工事は予定を大幅に遅れている。この事故でケルン市歴史文書館の一部が倒壊し、二人が死亡した。2015年の時点でトンネルは北側の4駅分が完成しており、暫定的に乗り入れが行われている。

## 使用車両
最後の旧式車両が引退したのは2006年で現在は高規格車両でほぼ構成されている。ほとんどの車両は30m以下の長さで、車体幅は2.65m、定員70名で、最高速度80km/hかそれ以上である。僅かな場合を除いてほとんどの路線では2編成以上を併結して運行している。
1973年、ケルンのシュタットバーンでは2つのタイプB車両を受領した。1996年までに、4世代172編成を受領している。初代の2000形は現在徐々に撤退している。第二世代の2100形は大規模な更新工事を受けもう15年運行される。
ウィーンで試験運行を行った低床車両と似たケルン向け車両がボンバルディア・トランスポーテーションによって開発されその後のフレキシティ・スウィフトと商標されている。
合計124両の低床車両が1995年から1998年の間に配備され"K4000"形と呼ばれ、車両番号は4001から始まっている。

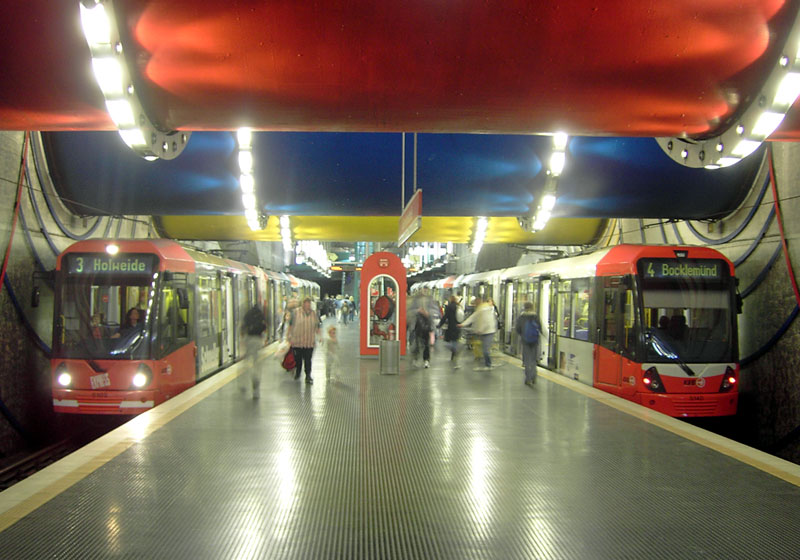
K5000

タイプBの生産者であるデュワーグ社がシーメンスに売却されその後解散された時、追加のタイプBが利用出来なくなった。現在シーメンスがシティスプリンターとして出している新形式の高床車両として"K5000"形が登場する。
試運転から2ヶ月後の1999年8月にシティスプリンターの試作車がブレーキ系統の不具合から50km/hで他の列車と衝突事故を起こし、8名が重傷を負った。その為、第二の試作車は受領されなかった。その代わりに、ボンバルディアはK4000系より高床式車両を得ている。2002年と2003年に59編成を受領した。番号はシティスプリンターの事故車の番号の再利用を避け、5101から始まっている。他の15編成は2010年以前には受領する予定である。

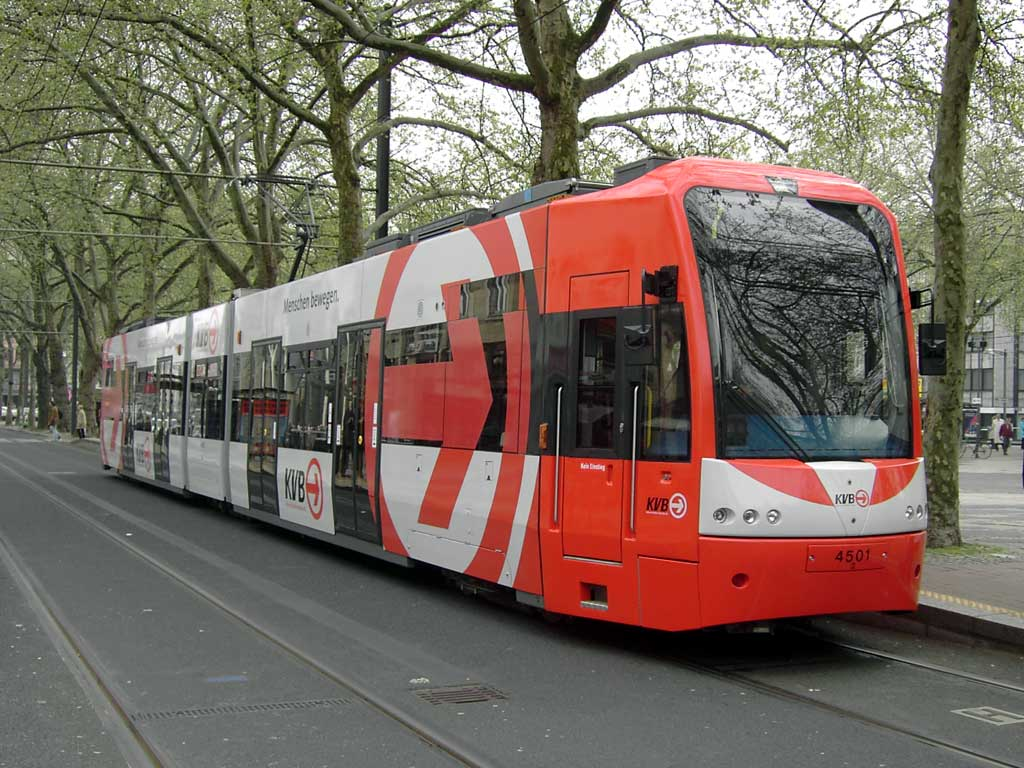
K4500

第二の低床路線網を作ることを決定したとき、オプションのK5000を追加の低床車両に変更した。ボンバルディアはK4000より多く、K5000を元に新しい低床車両を開発した。新しい車両はK4500形と名付けられた。2005年から2007年にかけて69編成を受領した。